# Pescaria Brava
Pescaria Brava é um município de Santa Catarina, situado no litoral sul do estado, entre a serra e o complexo lagunar, é banhado pela lagoa de Imaruí tendo a sua base econômica na pesca e agricultura familiar. Um município muito jovem, porém, com muita história e cultura. Emancipado oficialmente do município de Laguna apenas no ano de 2012, o distrito do Senhor Bom Jesus do Socorro da Pescaria Brava é considerado legalmente como um dos mais antigos do Brasil, criado em 1857 junto com a construção de sua capela que possui o mesmo nome do distrito.
Está situado a cerca de 120 km ao sul de Florianópolis e possui um território de 120,6 km².Um plebiscito, ocorrido em 2003, definiu sua emancipação do município de Laguna, mas instalado apenas em 2013. Possui população estimada em torno de 10 159 habitantes (estimativa do IBGE para 2020), e é formado por descendentes de açorianos, italianos, indígenas e outros.

## História

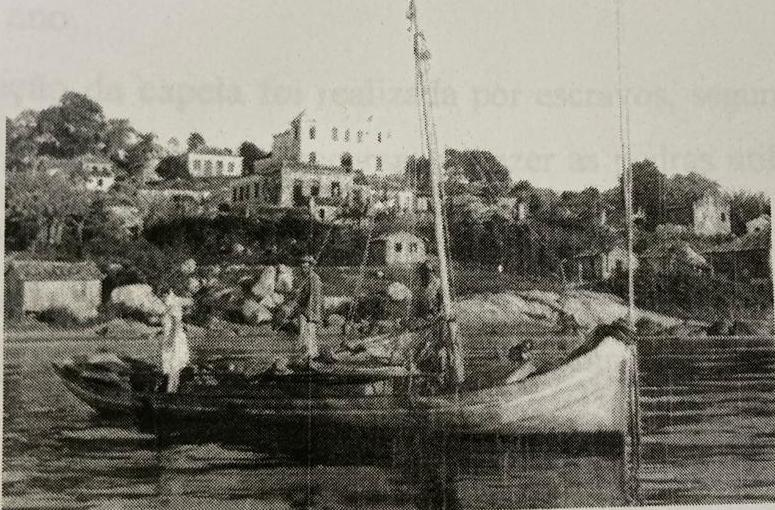
Um barco a vela na lagoa de Imaruí, no distrito de Pescaria Brava. Márcia Helena Marcondes (2007).

Após a fundação do Distrito, muitos comerciantes do local passaram a ser reconhecidos como um dos mais fortes da Vila de Laguna, de onde partiam grandes embarcações com mercadorias para serem levadas principalmente ao porto de Laguna.
Pescaria Brava possui apenas 4 sítios arqueológicos pré-coloniais registrados em seu território, números que demonstram a falta de pesquisa arqueológica na região. O local foi povoado a pelo menos 5 mil anos atrás, primeiramente por grupos pré-coloniais construtores de sambaquis e ceramistas, e no século XIX no contexto colonial por açorianos, que viram na lagoa o seu principal sustento, influenciando diretamente na formação da população de Pescaria Brava.
Artefatos como fragmentos cerâmicos, pontas de flecha e machadinhas são frequentemente encontrados nas lavouras de mandioca da região, principalmente nas localidades de Siqueiro e Carreira do Siqueiro.
Nesse contexto de muita história colonial e pré-colonial se faz necessária a pesquisa arqueológica preditiva objetivando avaliar o impacto sobre o patrimônio arqueológico e histórico na implantação de grandes empreendimentos.

## Origem do nome
Existem várias versões de como surgiu o nome Pescaria Brava. Um delas é de que seus primeiros habitantes eram fortes e bravos e durante a pesca lutavam contra mar e vento violentos em épocas de tempo ruim nas lagoas que formam o Complexo Lagunar. Outra é de que algumas pescarias sempre terminavam em brigas na hora de dividir os peixes.

## Igreja do Senhor Bom Jesus do Socorro
A igreja do Senhor Bom Jesus do Socorro, construída há mais de 150 anos por escravos, é o maior símbolo de riqueza e prosperidade de outrora. A construção, de arquitetura imponente, guarda ricas imagens em estilo barroco entalhadas em madeira, algumas trazidas de Portugal. Os sinos vieram de Braga, em Portugal.
Outros objetos valiosos, como louças chinesas, prataria e muitos objetos de ouro, foram guardados até a metade do século passado num museu ao lado da igreja. Quase tudo foi vendido para manutenção do prédio, que hoje ainda está ameaçado pela falta de conservação.
A igreja foi tombada pelo patrimônio Histórico Estadual e passou por um processo de restauração que foi concluído no final de 2007.

## Os vigários
Pescaria Brava teve como primeiro vigário residente o padre João Mattos da Cunha, conhecido por Padre Gabiroba. Nascido no Pará, fora anteriormente vigário de Araranguá. Permaneceu em Pescaria Brava, formou sua família com filhos adotados de escravos, tais como Sebastião, Manuela, Celima e Glória. Era um padre político e revolucionário, tudo isso em meados os anos de 1850-1860.

## Emancipação política
A ideia de emancipação, primeiramente, nasceu da mente e do trabalho de Enaldo Cardozo de Souza, escrivão de Cartório, que dizia que sempre que foi sonho de seu pai ver Pescaria Brava emancipada. Em 1995, aconteceu o primeiro plebiscito, no qual a maioria optou pelo sim, porém, já que o voto não era obrigatório houve falta de quorum e Pescaria Brava não se tornou município.
Um novo plebiscito realizado em 29 de junho de 2003 pelo Tribunal Regional Eleitoral de Santa Catarina aprovou, com 52,38% dos votos (12.877), a emancipação política do distrito de Pescaria Brava do município sede da Laguna. O município foi criado pela Lei Estadual nº 12.690/2003, de 25 de outubro de 2003, sancionada pelo então governador Luiz Henrique da Silveira.
Com base na violação do 4.º parágrafo do artigo 18 da Constituição brasileira, uma Ação Direta de Inconstitucionalidade (ADIn), de nº 3097/2003, foi interposta pela Procuradoria-Geral da República em face do governador e da Assembleia Legislativa. O processo seguiu para o Supremo Tribunal Federal, cujo relator foi o ministro Marco Aurélio de Mello. Em 29 de dezembro de 2003, o presidente do STF Maurício Corrêa deferiu a inconstitucionalidade, suspendendo a eficácia das referidas leis.
Entretanto, a promulgação da PEC 495/2006 em dezembro de 2008, que tratava dos municípios cuja criação havia sido contestada pelo STF, regularizou a situação de 62 municípios brasileiros que corriam risco de ter sua criação anulada, entre eles Pescaria Brava, que conquistaram o direito da emancipação.
A emancipação de Pescaria Brava oficializou-se em 25 de outubro de 2012, com as eleições municipais simultâneas em território nacional. Antônio Honorato (PSDB) é o primeiro prefeito eleito, que assumiu o cargo em 1 de janeiro de 2013.

## Atividade econômica
A principal atividade econômica em Pescaria Brava é a agricultura, que tem como base o cultivo de mandioca, feijão, milho e arroz. O trabalho gera renda para cerca de 1,5 mil famílias. A pesca, apesar de cada vez mais escassa também complementa a renda de várias famílias da região. O "camarão Laguna" extraído das lagoas da região, é muito apreciado por seu sabor singular, fruto da baixa salinidade da água da lagoa.